# Дальний рейс
«Дальний рейс» (яп. 大いなる驀進: ойнару бакусин; англ. Devotion to Railway) — японский фильм-драма, поставленный представителем «независимого» японского кино, режиссёром Хидэо Сэкигава в 1960 году. Вышедший несколькими месяцами ранее, в начале 1960 года фильм в постановке того же Сэкигавы «Большое путешествие» (др. назв. — «Великая дорога»), также посвящённый труду железнодорожников, пользовался успехом в прокате и пришёлся по нраву руководству Железных дорог Японии. Боссы национальной железнодорожной компании обратились к тем же авторам, сценаристу Канэто Синдо и режиссёру Хидэо Сэкигаве с предложением снять ещё одну ленту о героическом труде железнодорожников. Так появился замысел этого фильма, в котором сыграли некоторые из актёров «Великой дороги»: Кацуо Накамура, Рэнтаро Микуни, Мицуэ Комия и др.   

## Сюжет
Действие киноленты разворачивается в роскошном экспрессе «Сакура», курсирующем между Токио и Нагасаки. Главный герой Тосио Ядзима, проводник этого поезда, вознамерился бросить свою работу, так как хочет жениться на красавице Кимиэ и считает, что недостаточно хорошо зарабатывает, чтобы содержать семью. Тосио намерен сделать ещё один рейс, после которого непременно желает уйти с этой работы, для того, чтобы заняться собственным бизнесом. Но Кимиэ против его увольнения и она садится в отправляющийся из Токио экспресс, чтобы в пути следования ещё раз поговорить с Тосио и убедить его не бросать работу. Как выясняется в пути следования экспресса, в поезде есть ещё одна девушка, тайно влюблённая в Тосио, — официантка вагона-ресторана Ёсико. В поезде мы встречаем самых разных пассажиров: политика и его секретаря; вора-карманника; пару молодых, которые сразу же после свадьбы отправились в медовый месяц; разорившегося владельца угольной шахты, пытающегося покончить с собой; медсестру, которая везёт сыворотку для больных и других. Путешествие было омрачено тайфуном, во время которого железная дорога была заблокирована оползнем, размытым проливным дождём. Но вслед за старшим проводником Ёсито Мацудзаки на расчистку путей отважно выбежали даже девушки… После всего пережитого за время этого рейса, Тосио понимает, как важна его работа и уже не желает увольняться. Он делает предложение Кимиэ, желая с ней расписаться прямо здесь и сейчас, в Нагасаки.

## В ролях
- Кацуо Накамура — Тосио Ядзима, проводник
- Рэнтаро Микуни — Ёсито Мацудзаки, старший проводник
- Ёсико Сакума — Кимиэ Мотидзуки, подруга Тосио
- Хитоми Накахара — Ёсико Мацумото, официантка вагона-ресторана
- Наоко Кубо — Кадзуко Морихара, медсестра
- Китидзиро Уэда — Сакаитиро Саканоуэ, политик
- Фумитакэ Оомура — секретарь политика
- Тораноскэ Огава — Ёсида, владелец угольной шахты
- Эйтаро Одзава — доктор
- Сусуму Намисима — Токисада
- Харуми Сонэ — Сабу
- Токуэ Ханасава — Мацу
- Акира Наоки — Ситиро
- Мицуэ Комия — беглянка
- Кэйити Китагава — беглец
- Хироси Томоно — Татибана
- Тэцуя Кагава — новобрачный
- Акико Катаока — новобрачная
- Гэнтаро Мори — Исикава
- Нобуо Яна — полицейский

## Премьеры
— национальная премьера фильма состоялась 8 ноября 1980 года.